# Béma
Béma è un comune rurale del Mali facente parte del circondario di Diéma, nella regione di Kayes.
Il comune è composto da 24 nuclei abitati:
- Acil Barké Maure
- Acil Barké Sarakolé
- Badiané
- Béma
- Diankanguédou
- Diarra Madina
- Diguila
- Diongomané
- Fadou
- Gouba Dabo
- Gouba Inna
- Kakanou

- Kamarlambé
- Kamatingué
- Kamidala
- Kamouné Diambiré
- Kamouné Kassé
- Koungo
- M'Begdé
- Monzinsara
- N'tomikoro
- Toudou Bouly
- Touna
- Torgomé